# Royce Gracie
Royce Gracie (ur. 12 grudnia 1966 w Rio de Janeiro) – brazylijski zawodnik brazylijskiego jiu-jitsu (7 dan) oraz mieszanych sztuk walki (MMA), członek rodziny
Gracie. Trzykrotny zwycięzca turniejów Ultimate Fighting Championship (pierwszej, drugiej i czwartej edycji), posiadający jak dotąd niepobity rekord jedenastu zwycięstw z rzędu przez poddanie rywala w UFC. Został pierwszym zawodnikiem włączonym do Galerii Sław UFC.

## Życiorys
Royce jest synem Hélio − inicjatora Gracie Jiu-Jitsu (dzisiaj nazywanego częściej brazylijskim jiu-jitsu). Jako dziecko uczył się bjj razem ze swoimi braćmi Ricksonem, Roylerem oraz przyrodnimi Rorionem i Relsonem. Już w wieku 8 lat zaczął startować w zawodach na terenie Brazylii, a w wieku 16 lat nadano mu niebieski pas.
Rok później został zaproszony przez swojego przyrodniego brata Roriona do Stanów Zjednoczonych by pomóc mu nauczać bjj w jego nowo
założonym klubie, który początkowo mieścił się w garażu. Pomimo nieznajomości języka angielskiego Royce przyjął zaproszenie i przeniósł
się do Kalifornii. W tamtym czasie startował w turniejach jiu-jitsu w USA oraz
Brazylii, uzyskując bilans 53 zwycięstw i 3 porażek. Czarny pas w bjj otrzymał w wieku 18 lat.
W 1993 roku jego brat Rorion, Art Davie oraz John Milius zorganizowali turniej, w którym zawodnicy z przeróżnych stylów walki mieli
walczyć ze sobą bez żadnych reguł o tytuł absolutnego mistrza świata oraz 50 000 dolarów. Turniej ten został nazwany Ultimate Fighting Championship. Do wzięcia w nim udziału, poza Royce’em, zaproszeni zostali też sumita, bokser, mistrz świata w
savate, dwóch kick-boxerów, zawodnik kempo oraz mistrz Pancrase. Gracie zwyciężył w całym turnieju, uznawanym za pierwszy w historii amerykańskiego MMA, pokonując swoich trzech przeciwników. Później zwyciężył jeszcze w dwóch edycjach tych zawodów (UFC 2 i UFC 4), wygrywając wszystkie 11 walk, do których przystąpił (wszystkie przez poddanie).
Jego sukcesy przyczyniły się do promocji mieszanych sztuk walki w USA oraz wykazały znaczącą rolę walki w parterze w kształtującym się sporcie. W ciągu swojej zawodniczej kariery (1993-2007) występował w organizacjach UFC, PRIDE FC i Hero’s. W 2000 roku stoczył w Japonii przegraną walkę z Kazushim Sakurabą, która trwała równo 90 minut i została uznawana za najdłuższą w historii MMA. Został członkiem Galerii Sław UFC.
Pod koniec 2015 zapowiedział swój powrót do startów w MMA. Mając skończone 49 lat, 19 lutego 2016 na gali Bellator 149 stoczył wygrany pojedynek ze swoim byłym dwukrotnym rywalem z UFC Kenem Shamrockiem, którego pokonał przez techniczny nokaut po ciosie kolanem.

## Osiągnięcia i wyróżnienia
Mieszane sztuki walki:
- Ultimate Fighting Championship:
  - 1993: UFC 1 – 1. miejsce w turnieju (bez limitu wagowego)
  - 1994: UFC 2 – półfinalista turnieju
  - 1994: UFC 3 – 1. miejsce w turnieju
  - 1994: UFC 4 – 1. miejsce w turnieju
  - Pierwszy zawodnik który zwyciężył w turnieju
  - Najwięcej wygranych turniejów (trzy)
  - Najwięcej zwycięstw z rzędu przez poddanie (jedenaście)
  - Najwięcej stoczonych walk podczas jednej gali (cztery) wraz z Patrickiem Smithem
  - Członek Galerii Sław
- Pride Fighting Championships:
  - Najdłuższa walka w historii MMA (90 minut)
- 1994: Black Belt Magazine – Zawodnik Roku[3]
- 2000: Wrestling Observer Newsletter – Walka Roku przeciwko Kazushiemu Sakurabie
- 2014: Sports Illustrated – 44. miejsce z 50 najlepszych sportowców wszech czasów[4]